# Mânio Acílio Glabrião (cônsul em 124)
Mânio Acílio Glabrião (em latim: Manius Acilius Glabrio) foi um senador e jurista eleito cônsul em 124 com Caio Belício Flaco Torquato Tebaniano. Era filho de Mânio Acílio Glabrião, cônsul em 91, e, em algum momento indeterminado, adotou Mânio Acílio Glabrião Cneu Cornélio Severo, cônsul em 152.

## Carreira
Glabrião aparece mencionado no Digesto como destinatário de uma carta do imperador Adriano com esclarecimentos de dúvidas processuais. É possível que ele tenha servido como procônsul da África.